# Groenlandsekade
Groenlandsekade is een buurtschap en straatnaam in de gemeente De Ronde Venen, in de provincie Utrecht.
Groenlandsekade ligt langs de oostoever van de Vinkeveense Plassen (Zuidplas), direct ten westen van de Rijksweg A2 tussen aan de ene kant de Baambrugse Zuwe en Vinkenkade en aan de andere kant de Provinciale weg N201 met oprit van de A2.
Dorpen: Abcoude · Amstelhoek · Baambrugge · De Hoef · Mijdrecht · Vinkeveen · Waverveen · Wilnis

Buurtschappen: Aan de Zuwe · Achterbos · Baambrugse Zuwe · Botshol · Demmerik · Donkereind · Geer · Gemaal · Groenlandsekade · Kromme Mijdrecht · Mennonietenbuurt · Nessersluis · Stokkelaarsbrug · Vinkenkade

Utrecht · Plaatsen in de provincie      Nederland · Provincies · Gemeenten